# Малаховский, Евгений Иванович
Евгений Иванович Малаховский (1926—2017) — советский и российский учёный и краевед; доктор технических наук, академик Академии связи Украины.

## Биография
Родился 18 марта 1926 года в Ростове-на-Дону в семье Ивана Ивановича и Елены Артемьевны Малаховских. В ЗАГСе, чтобы на платить штраф за просрочку регистрации ребёнка, родители согласились записать день рождения сына 11 апреля.
Летом 1941 года Евгений окончил восемь классов школы. В 1942 году, по окончании девятого класса, работал в колхозе Сальского района Ростовской области. После освобождения области от немцев, был призван в Красную армию и участвовал в Великой Отечественной войне — воевал в составе 95-й гвардейской стрелковой дивизии 3-го Белорусского фронта, где получил тяжелое ранение. Домой вернулся инвалидом. Поступил в кинотехникум, который окончил с отличием в 1949 году. Получил направление на работу в Батайскую школу киномехаников.
Желая продолжить своё образование, в 1950 году поступил во Всесоюзный заочный политехнический институт (ныне Московский государственный открытый университет имени В. С. Черномырдина), откуда перевёлся в Новочеркасский политехнический институт (ныне Южно-Российский государственный политехнический университет), который окончил в 1955 году. Ещё будучи студентом за лучшую научно-исследовательскую работу на тему «Исследование насыпающихся трансформаторов с подмагничиванием в балансной защите» был удостоен Грамоты Министерства высшего образования СССР. По распределению был направлен на предприятие «Донбассэнерго», работал на Кураховской ГРЭС, преподавал в вечернем филиале Зуевского энерготехникума, а затем и в учебно-консультационном пункте Всесоюзного заочного политехнического института.
С 1960 года Евгений Малаховский работал в Киеве в Институте автоматики, где была организована Научно-исследовательская лаборатория релейной защиты. В 1964 году без отрыва от производства окончил аспирантуру при Киевском институте автоматики. В марте 1965 года в Новочеркасском политехническом институте защитил работу на соискание ученой степени кандидата технических наук «Исследование логических связей и разработка функциональных элементов в устройствах релейной защиты на полупроводниках». С 1968 года работу в Институте автоматики Малаховский совмещо с деятельностью в должности доцента на кафедре электротехники в Киевском институте инженеров гражданской авиации (ныне Национальный авиационный университет). В 1970 году перешёл в лабораторию, профилем которой была автоматизация газотурбинных установок.
В 1980-х годах, когда Малаховским были написаны более ста научно-технических трудов, и он стал автором свыше пятидесяти авторских свидетельств на изобретения, учёный защитил докторскую диссертацию и вскоре был утверждён в ученом звании профессора.
В 1970-х годах Малаховский находился на отдыхе в Сочи, где на вещевом рынке он увидел старого человека, продававшего дореволюционные открытки Петербурга. Приобретенные 380 открыток возбудили в учёном интерес к истории своей страны. Он серьёзно увлекся этим, собирал материалы по истории Ленинграда и Киева. Когда после распада СССР Евгений Иванович вернулся жить в родной город, то продолжил своё увлечение и стал собирать исторические документы Ростова-на-Дону. Основательно занялся краеведением, стал членом Общества охраны памятников истории и культуры. Познакомился и сотрудничал с другими донскими краеведами, в числе которых были Вартан Георгиевич Чинчян (1906—1981) и Андрей Петрович Зимин (1913—1995).
Автор ряда книг, в числе которых:
- «Прошлое и настоящее Свято-Успенской и Киево-Печерской лавры, её обителей и храмов»,
- «Храмы Ростова-на-Дону. Утраченные и существующие»,
- «Храмы и культовые сооружения Ростова-на-Дону» (монография),
- «Иудейские молитвенные дома и синагоги Ростова-на-Дону».

Имел награды СССР и Украины.
Умер 22 ноября 2017 года в Ростове-на-Дону. Отпевание состоялось в Покровской церкви Северного кладбища Ростова-на-Дону, где и был похоронен.